# Bataille de Saucourt-en-Vimeu
Invasions vikings en France
Batailles
La bataille de Saucourt-en-Vimeu se déroula sur le territoire de l'actuelle commune de Nibas (Somme), le 3 août 881. Les troupes carolingiennes des rois Louis III et Carloman II y vainquirent les Vikings.

## Contexte historique
À la suite de la bataille de Thiméon (près de Charleroi) où ils subirent une défaite face à Louis le Jeune, roi de Francie orientale, les pillards scandinaves recommencèrent leurs raids sur le Royaume franc.
En novembre 880 ils se trouvèrent à Courtrai, en décembre Cambrai et Arras flambèrent. En 881, ce fut au tour d'Amiens et de Corbie d'être saccagées.
Mais, en août 881, le roi Louis III remporta sur l'envahisseur une première grande victoire à Saucourt-en-Vimeu (l'actuel hameau de Saucourt situé sur la commune de Nibas, entre Valines, Ochancourt et Fressenneville à une quinzaine de kilomètres à l'ouest d'Abbeville).

Cette bataille, où près de 8 000 Vikings auraient péri, eut un retentissement tel qu'elle fut immortalisée par la Chanson de Louis (le Ludwigslied). Elle est également évoquée dans la chanson de geste Gormont et Isembart.

## Conséquences
Les retombées politiques de cette bataille ne furent pas immédiates mais ce succès militaire eut un retentissement assez grand pour qu'il figure dans plusieurs œuvres littéraires médiévales.

## Postérité littéraire
Il est fait mention de la bataille de Saucourt-en-Vimeu dans :
- Ludwigslied ou « chanson de Louis », poème en vieux haut-allemand probablement écrit peu après la bataille[2].

- Annales de Saint-Bertin :

"Louis son frère était retourné en son pays pour s'opposer aux Normands qui, ravageant tout sur leur route, occupaient le monastère de Corbie, la cité d'Amiens et d'autres saints lieux. Après en avoir tué une grande partie et mis les autres en fuite, Louis avec son armée tourna lui-même le dos et prit la fuite sans être poursuivi de personne, montrant ainsi, par le jugement de Dieu, que ce qui s'était fait contre les Normands l'avait été par la vertu non pas humaine mais divine."
- Chronique de l'abbaye de Saint-Riquier :

« Mais le roi Louis, s'étant rendu dans le Vimeu à la tête de son armée, remporta sur ces barbares une victoire décisive [365], où leur roi Guaramond perdit la vie, et où tous ses soldats furent tués ou obligés de prendre la fuite. On rapporte que Louis mourut d'une rupture causée par les efforts qu'il fit dans cette bataille en combattant. »
- Chronique de Saint Vaast (Cf. gallica, p. 310-311).

## Pour approfondir